# Chiến thuật biển người

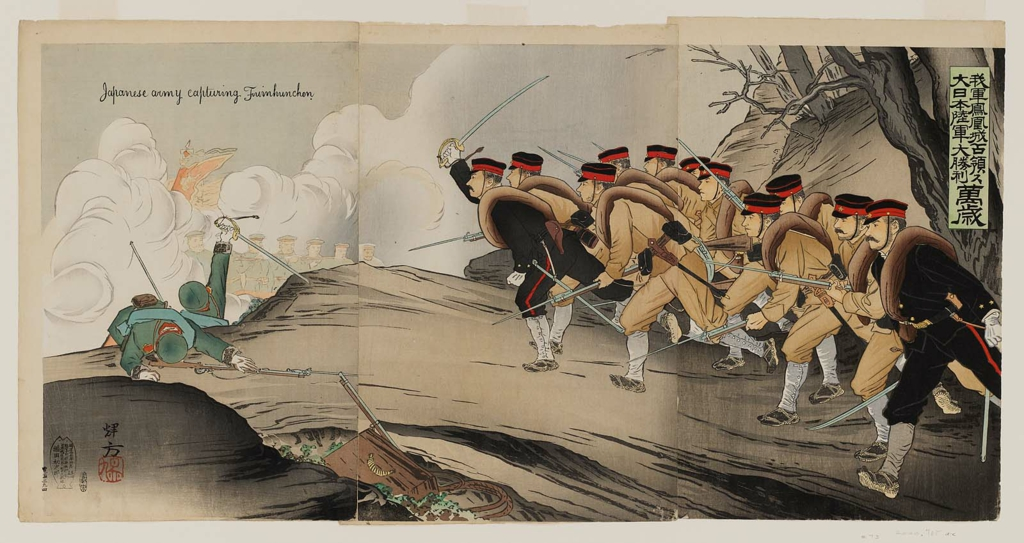
Bản in khắc gỗ của Nhật Bản mô tả một cuộc tấn công của bộ binh trong Chiến tranh Nga–Nhật.

Chiến thuật biển người (Hán ngữ: 人海戰術: Nhân hải chiến thuật) là một chiến thuật quân sự mà trong đó, một bên dùng số lượng quân số áp đảo của mình tấn công ào ạt phía bên kia bằng cách đánh giáp lá cà, chấp nhận thương vong bởi lúc xung phong thì sẽ bị hoả lực của đối phương dễ dàng làm tiêu hao. Cách xung phong ào ạt, đông đảo như vậy có thể khiến đối phương sợ hãi nhưng có thể phải chịu hy sinh rất lớn. Nhìn chung chiến thuật thường được sử dụng trong thời cận đại, tuy nhiên trong chiến tranh hiện đại thì chiến thuật này dần mất tác dụng, nó thường chỉ được áp dụng với những quân đội có quân số đông đảo nhưng thiếu vũ khí, phương tiện cơ giới để chiến đấu như quân đội của cả 2 phe Liên minh và Hiệp Ước trong Chiến tranh thế giới thứ nhất, Quốc dân Cách mệnh Quân cũng như Quân đội Hoàng gia Nhật Bản tại Trung Quốc  trong Chiến tranh thế giới thứ hai, Liên quân Trung Quốc - Bắc Triều Tiên trong Chiến tranh Triều Tiên, hoặc cảm tử quân Basij của Iran trong Chiến tranh Iraq-Iran.

## Lịch sử
Từ giữa thế kỷ 19 trở về trước, bộ binh thường tác chiến theo đội hình ô vuông, binh lính đứng xếp hàng và di chuyển cạnh nhau. Trong thập niên 1890, sự xuất hiện của những khẩu súng trường dùng vỏ đạn với đầu đạn bằng đồng và súng máy tự động khiến chiến thuật đội hình ô vuông của bộ binh trở nên lỗi thời. Bộ binh từ đó về sau di chuyển theo đội hình phân tán, khi tấn công họ sẽ chạy thật nhanh đến vị trí đối phương. Nhưng trước thế chiến 1, xe tăng-xe bọc thép chưa xuất hiện nên bộ binh không có phương tiện yểm trợ, do vậy khi tấn công, bên tấn công thường sẽ dùng lợi thế quân số và xung phong ồ ạt để áp đảo kẻ thù. Nhìn từ xa thì đợt tấn công trông giống như "biển người" với hàng trăm, hàng ngàn người cùng lao tới.

### Chiến tranh Nga-Nhật
Trong cuộc bao vây cảng Arthur, quân Nhật tổ chức tấn công biển người nhằm vào các đồn quân Nga ở cảng Lữ Thuận và bị quân Nga dùng Pháo và Súng máy phản công dữ dội. Quân Nhật dù chiếm được cảng Lữ Thuận nhưng bị thương vong nặng nề. Điều đó được mô tả: "Xác chết dày đặc, không gián đoạn như một tấm thảm trải khắp mặt đất lạnh".

### Thế chiến I

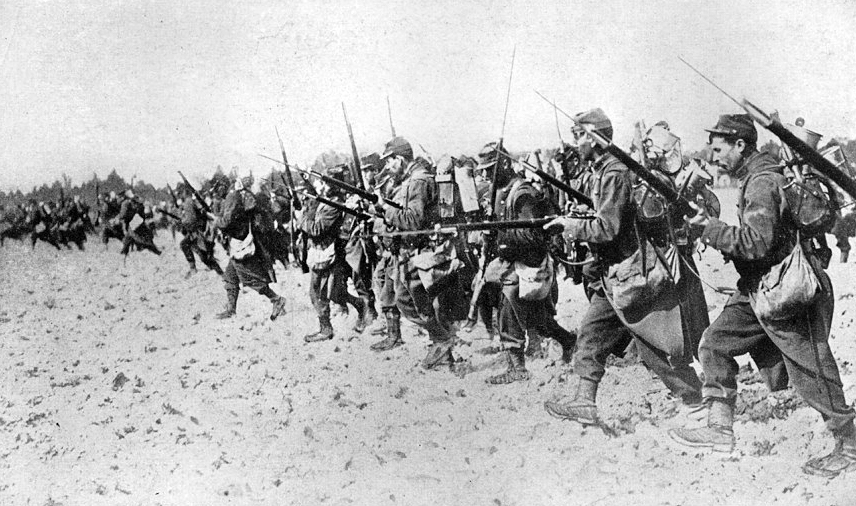
"Làn sóng người" của Bộ binh Pháp trong Thế chiến I

Trong Chiến tranh thế giới thứ nhất, các phương tiện tấn công cơ giới (xe tăng, xe thiết giáp, pháo tự hành) gần như chưa xuất hiện. Cách thức tấn công phổ biến của quân đội các nước (Anh, Đức, Pháp, Nga...) đều khá tương tự nhau: nã pháo cập tấp vào chiến tuyến địch rồi sau đó dùng quân số áp đảo dàn hàng ngang xông lên, tạo ra các "làn sóng người" nhằm chọc thủng phòng tuyến địch.
Thường thì các làn sóng bộ binh sẽ phải băng qua một quãng đường gồm dày đặc dây kẽm gai, mìn, lại bị đạn pháo và súng máy đối phương công kích rất dữ dội vào đội hình, sau cùng còn phải đương đầu với quân địch có vị trí ẩn nấp và che chắn tốt. Với kiểu tấn công này, dù có đông tới đâu thì khi áp sát được chiến tuyến địch, bộ binh tấn công cũng đã thương vong gần hết và không có khả năng chọc thủng phòng tuyến địch, lúc này dù muốn rút lui cũng không được, tiến thoái lưỡng nan. Do đó, Chiến tranh thế giới thứ nhất có một đặc điểm nổi bật: thương vong của bộ binh rất cao nhưng chiến tuyến lại rất ổn định (có nơi chỉ xê dịch vài trăm mét trong suốt 4 năm). Để chiếm được vài mét đất, bên tấn công có khi phải tổn thất hàng ngàn người.
Cuối Thế chiến 1, do sự ra đời của xe tăng và một số trang bị mới (súng cối, súng máy hạng nhẹ, súng phun lửa), các nước lớn dần bắt đầu từ bỏ chiến thuật này. Vào năm 1916, tướng quân Aleksey Alekseyevich Brusilov của quân đội đế quốc Nga đã đưa ra một chiến thuật hoàn toàn mới. Ông tự mình chọn ra 300 lính Nga có thành tích chiến đấu tốt nhất quân đội rồi ông tập hợp họ lại thành nhiều đơn vị khác nhau. Việc đào tạo các đơn vị này do tướng Brusilov hoàn toàn đảm nhiệm. Sau khi họ đã hoàn thành chương trình luyện tập thì họ được đưa ra chiến trường trong bí mật với vũ trang hạng nặng: Súng trường tự động Fyodorov, Súng trường Mosin, trung liên Madsen 1902 (biến thể Madsen 1902 dùng loại đạn 7.62×54mmR). Họ nhanh chóng chia nhau ra thành nhiều nhóm nhỏ rồi luồn hào và tấn công thẳng vào các điểm xung yếu nhất của quân Áo-Hung và quân Đức ở mặt trận phía Đông. Cuộc tổng tấn công của Brusilov thắng lớn. Quân Nga mất khoảng 500,000 lính nhưng họ đã loại khỏi vòng chiến khoảng 764,000 lính của phe Liên minh Trung tâm.
Người Đức sớm học theo chiến thuật này và sau này áp dụng trên Mặt trận phía Tây (còn gọi là chiến thuật Hutier). Quân Đức đã áp dụng chiến thuật "xâm nhập và xung kích",  họ tổ chức các đơn vị "Lực lượng Bão tố" (Storm trooper) được trang bị súng phun lửa Wex, lựu đạn Steil 1915, tiểu liên MP 18, trung liên Madsen 1902 để đột phá các tuyến phòng ngự đối phương. Họ đột kích theo nhiều nhóm nhỏ và đã gây thiệt hại nặng cho liên quân Anh-Pháp-Mỹ trong Tổng tấn công Mùa xuân 1918.

### Nội chiến Nga
Trong cuộc Nội chiến Nga, binh sĩ Quân đội Bạch vệ đã tấn công Hồng quân bằng cách tấn công biển người ở các khu vực công cộng. Họ muốn cho thấy quân đội họ vẫn đang tích cực chiến đấu chống những người Bolshevik. Ngay cả khi tỷ lệ thắng lợi rất mỏng manh, do muốn thể hiện lòng trung thành đối với Sa hoàng, quân đội Bạch Vệ thường thực hiện các cuộc tấn công liều lĩnh, ngay cả khi được lệnh phải đợi quân tiếp viện. Ngược lại, những tướng lĩnh trong Hồng quân bị xử lý kỷ luật nặng và chịu xử lý nghiêm khắc (thường là tử hình) nếu họ tùy tiện áp dụng chiến thuật này.

### Thế chiến II
Bước sang Thế chiến 2, sự phát triển vượt bậc của vũ khí tự động (súng tiểu liên, trung liên...) đã khiến cho chiến thuật biển người trở thành việc "tự sát" quy mô lớn. Quân đội của nhiều nước châu Âu như Liên Xô, Vương quốc Anh, Đức Quốc Xã, Hoa Kỳ... lần lượt từ bỏ sử dụng chiến thuật này. Họ tìm đến các chiến thuật "biển" mới như: "biển" bom, "biển" pháo, "biển" súng cối, "biển" xe tăng, "biển" súng máy,... để cày nát hàng phòng thủ của đối phương trước khi cho bộ binh xông lên. Ngoại lệ duy nhất đó là trong Trận El Alamein thứ hai, lính bộ binh của sư đoàn Afrika Korps, một sư đoàn hỗn hợp bộ binh-thiết giáp khét tiếng của thống tướng Erwin Rommel đã thử dùng chiến thuật này "khô máu" với quân Đồng Minh do tướng Bernard Montgomery chỉ huy. Hậu quả của trận đánh này rất khủng khiếp: quân Anh mất 13,560 lính, còn quân Đức - Ý thì thương vong 9.000 lính và hơn 30.000 bị bắt.

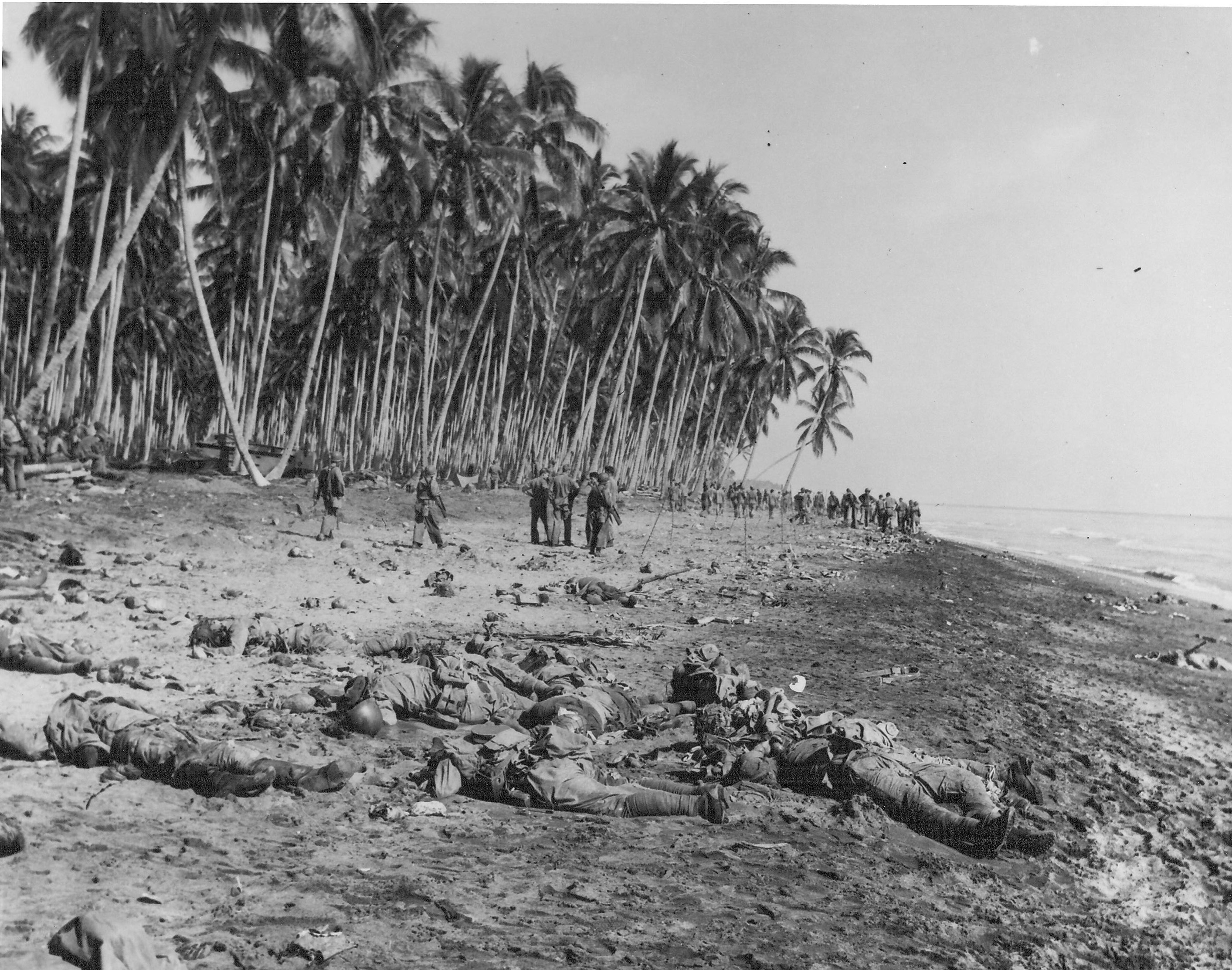
Xác lính Nhật sau một cuộc tấn công banzai ở đảo Guadalcanal năm 1942

Còn ở châu Á, các quân đội nghèo nàn về pháo, xe tăng, máy bay ném bom như Quốc dân Cách mệnh Quân hay Quân đội hoàng gia Nhật Bản vẫn tiếp tục sử dụng chiến thuật này khá phổ biến. Lục quân Đế quốc Nhật Bản vẫn áp dụng chiến thuật này trong các đợt tấn công kiểu "vạn tuế" (xung phong Banzai) chống lại quân Mỹ. Các đợt xung phong này thường nhanh chóng bị pháo, máy bay ném bom và súng máy của Thủy quân lục chiến Hoa Kỳ và Lục quân Hoa Kỳ dập nát, quân Nhật chịu tổn thất nặng mà không gây được nhiều thiệt hại cho đối phương. Trong trận Iwo Jima, tướng chỉ huy Nhật đã cấm binh sĩ dùng chiến thuật này vì biết nó sẽ chỉ khiến quân Nhật chịu tổn thất một cách vô ích.

### Trung Quốc
Chiến thuật này được Trung Quốc áp dụng rất nhiều trong các cuộc chiến của họ ở thế kỉ 20. Do vào thời điểm đó, Trung Quốc đã ở trong tình trạng chiến tranh trong thời gian dài, dẫn tới nạn đói và suy giảm kinh tế nghiêm trọng, dân thường đi lính để có cơm ăn, quân đội thì thiếu tài chính. Trước hoàn cảnh đó, quân đội Trung Quốc có hai đặc điểm là số lượng đông đảo từ dân đói ăn và trang bị kém do thiếu tiền. Các nhà lãnh đạo quân sự của cả Đảng Cộng sản Trung Quốc lẫn Quốc Dân Đảng Trung Quốc đã tận dụng số lượng lớn binh sĩ mình có được để áp dụng chiến thuật này trong cuộc nội chiến Quốc-Cộng. Cuối cùng, do nhận được sự ủng hộ của dân chúng, binh sĩ có kỷ luật tốt và tư tưởng chính trị vững chắc, lại biết đúc kết kinh nghiệm để cải tiến chiến thuật này; thêm nữa là Quốc Dân Đảng Trung Quốc lại chịu nhiều thiệt hại trong chiến tranh Trung-Nhật lần 2, quân Đảng Cộng sản đã đẩy Quốc dân đảng ra khỏi đại lục.
Chiến thuật biển người của quân Quốc Dân Đảng khá đơn giản, không khác gì thời Thế chiến 1: huy động quân đứng thành nhiều hàng ngang, tạo thành nhiều làn sóng người. Các làn sóng này liên tục tràn lên nhiều khi không có ranh giới rõ ràng giữa các đợt. Làn sóng đầu tiên được trang bị súng, các làn sóng sau thì không. Khi làn sóng đầu có vũ khí bị tiêu diệt thì những người sau nhặt súng và tiếp tục xung phong. Ưu điểm của chiến thuật này là tiết kiệm trang bị số lượng súng trên đầu quân, có thể là một khẩu súng dùng cho ba đến bốn người lính. Hơn nữa nó tận dụng được lợi thế số lượng đông đảo của người Trung Quốc.
Chiến thuật biển người của quân đội Đảng Cộng sản Trung Quốc thì được cải tiến tốt hơn nhiều. Chiến thuật đó không đơn giản là sử dụng quân số áp đảo rồi xung phong ào ạt tràn lên đối phương (giống như chiến thuật của các nước thời Chiến tranh thế giới thứ nhất). Kì thực, Chiến thuật biển người kiểu Trung Quốc là một chiến thuật đã được Đảng Cộng sản Trung Quốc đúc kết qua thực tế và được cải tiến nhằm tạo hiệu quả cao nhất, nó tinh vi hơn rất nhiều so với chiến thuật biển người thời Thế chiến thứ nhất. Chiến thuật biển người kiểu Trung Quốc có những bài bản, quy tắc, có yêu cầu về hoả lực tỉ mỉ chứ không đơn giản chỉ là xua quân dàn hàng ngang rồi xông lên giống như chiến thuật biển người của Anh, Pháp, Đức... thời Chiến tranh thế giới thứ nhất. Tài liệu của Hoa Kỳ tổng kết về Chiến thuật biển người được Trung Quốc áp dụng như sau:
1. Cấp sử dụng: từ tiểu đoàn đến sư đoàn tuỳ mục tiêu. Cấp thấp hơn không đủ hoả lực để sử dụng, cấp cao hơn ít khi có đất để thi triển. Tuyệt đối không tập trung quân ở một khu vực trống trải bởi sẽ dễ trở thành mục tiêu cho máy bay ném bom và pháo binh của địch. Như vậy ta thấy chiến thuật này có những yêu cầu rõ ràng.
2. Từ vị trí xuất phát đến cách mục tiêu 500m: đây là quãng đường mà thương vong chủ yếu do bom và pháo đối phương, bộ binh đối phương ngồi chờ trong vị trí phòng thủ nhìn thấy mà chưa bắn được, khi đó bộ binh Trung Quốc dàn thành nhiều hàng ngang cách nhau 30 - 50m, mỗi hàng ngang đều rộng bằng hoặc hơn tuyến phòng ngự đối phương, cùng lúc pháo và súng cối bắn cấp tập và kèn trống trợ oai. Cách dàn quân như vậy hạn chế được thương vong do bom và pháo vì các hàng quân cách khá xa nhau, nếu bị bắn trúng hàng cũng chỉ tổn thất ít. Quân đối phương nhìn xa từ trong các công sự thấp sát mặt đất tưởng rằng các hàng quân Trung Quốc ken đặc với nhau, cộng thêm tiếng pháo và kèn trống tạo hiệu quả khủng bố tâm lý tối đa.
3. Từ 500m đến 200m: các loại súng máy cộng đồng như đại liên và trung liên của quân phòng ngự phát huy tác dụng, thương vong lúc này chủ yếu do các ổ hoả lực đó gây ra. Đội hình Trung Quốc lúc này biến từ nhiều hàng ngang thành nhiều hàng dọc. Thực ra việc thay đổi đội hình chỉ diễn ra ở cấp tiểu đội nên rất nhanh. Các tiểu đội đang nằm trong hàng ngang chuyển thành hàng dọc lấp đầy khoảng cách giữa các hàng ngang trước đây, người trước che cho người sau, tiểu đội trước che cho tiểu đội sau vì thế quân phòng ngự chỉ bắn được những lính đi đầu, toàn bộ phía sau vẫn được che chắn nối đuôi nhau xông lên. Khoảng cách giữa các hàng dọc cũng khá lớn nên vẫn hạn chế được thương vong do bom, pháo. Cùng lúc này các phân đội hoả lực cơ động như đại liên, ĐKZ, súng cối cũng di chuyển đến cách đối phương 500m để yểm trợ trực tiếp cho bộ binh tiêu diệt các ổ đề kháng.
4. Từ 200m đến mục tiêu: lúc này toàn thể quân phòng ngự đã có thể bắn nhưng ngược lại toàn bộ quân tấn công cũng thế, đây cũng là khoảng cách đủ để phát động xung phong ào ạt mà lính không bị kiệt sức nếu chạy nước rút đến vị trí đối phương. Đội hình xung phong khi đó là các tổ 3 người dàn hàng ngang, 1 chạy trước, 2 chạy sau hoặc 2 chạy trước, 1 chạy sau yểm trợ. Với hàng trăm hàng tổ như vậy xông lên thì lính trước vẫn che được sau, lính sau vẫn có thời gian ngắm bắn ghìm đầu quân phòng ngự xuống yểm hộ cho lính trước. Lúc này các phân đội hoả lực cơ động cũng đã di chuyển xong tới vị trí đủ gần để yểm hộ hữu hiệu cho quân xung phong.
Nói một cách ngắn gọn: bộ binh Trung Quốc không dàn hàng ngang để làm mồi cho súng máy, họ chia thành từng tổ 3 người (tổ tam tam). Khi mới xuất phát khỏi chiến hào, các tổ tam tam tiến dàn hàng ngang với khoảng cách rất thưa để tránh tổn thất. Sau đó, khi phát hiện các mũi tiến công nào có thể phát triển được thì các tổ này chuyển theo đội hình hàng dọc để tiến vào các điểm đó. Khi gặp các điểm đột phá hẹp, họ sẽ vượt qua theo hàng một với một khoảng cách hợp lý để đảm bảo không bị thiệt hại lớn. Ngay khi một đột phá khẩu bị chặn lại vì hỏa lực, các tổ tam tam phía sau sẽ di chuyển qua 2 bên và tìm cách bọc hậu hỏa điểm. Đó là lý do khiến cho quân địch ngồi trong công sự thấy sự xuất hiện của quân Trung Quốc ở khắp mọi nơi xung quanh (do các tổ tam tam đánh tạt sườn hay bọc hậu) và tưởng nhầm rằng quân Trung Quốc ỷ đông để xung phong ở khắp nơi.
Trong cuộc nội chiến cũng như trong chiến tranh Triều Tiên, chiến thuật này ban đầu đã gây choáng váng cho quân Mỹ, buộc họ rút chạy hàng trăm km từ sông Áp Lục về đến vĩ tuyến 37. Chiến thuật này tận dụng được tối đa ưu thế đông quân của Trung Quốc, hạn chế đáng kể nhược điểm yếu kém về hoả lực và trang bị. Thương vong của Trung Quốc khi áp dụng chiến thuật này dù khá cao nhưng vẫn thấp hơn đáng kể nếu so với kiểu dàn bộ binh thành hàng ngang đơn giản trong thế chiến 1.
Bevin Alexander giải thích trong cuốn "How Wars Are Won" (Cách thế nào để thắng các cuộc chiến tranh):
Phương cách thông thường là xâm nhập các đơn vị nhỏ của địch từ một trung đội 50 người đến một đại đội 200 người, bằng cách phân tán thành nhiều nhóm riêng lẻ. Trong lúc một đội cắt đường rút lui của người Mỹ, các đội khác đánh thẳng cả mặt trước và hai bên sườn trong các cuộc tiến công phối hợp nhịp nhàng. Các cuộc tiến công tiếp tục vào các phía cho đến khi những người phòng thủ bị tiêu diệt hoặc bắt buộc phải rút lui. Người Trung Quốc bò lên phía trước đến sườn mở nơi đóng chốt của trung đội kế tiếp và lập lại chiến thuật này.
Roy Appleman làm sáng tỏ hơn các chiến thuật của Trung Quốc như sau:
Trong giai đoạn đầu tiến công, các lực lượng bộ binh thiện chiến nhẹ đã thực hiện các cuộc tấn công kiểu Trung Quốc, nói chung không được yểm trợ với bất kỳ loại vũ khí hạng nặng nào ngoài súng cối. Các cuộc tấn công đã chứng minh rằng binh sĩ Trung Quốc là những chiến binh có kỷ luật và được huấn luyện kỹ lưỡng, và đặc biệt lão luyện trong chiến đấu về đêm. Họ có tài về nghệ thuật ngụy trang. Các đội trinh sát rất thành công đáng kể trong việc phát hiện các vị trí của các lực lượng Liên Hợp Quốc. Họ hoạch định các cuộc tấn công vào phía sau lưng của các lực lượng này, cắt đường rút lui và đường tiếp vận của quân địch, và rồi sau đó xung trận đánh vào mặt trước và bên sườn để kết thúc trận chiến. Họ cũng áp dụng một chiến thuật gọi là Hachi Shiki tạo thành một đội hình chữ V mà họ để cho quân địch di chuyển trong đó; hai cạnh của chữ V sau đó được khép lại quanh quân địch trong khi đó một lực lượng khác di chuyển phía dưới miệng chữ V để đón chặn bất cứ lực lượng nào cố giải vây cho đơn vị bị bao vây. Các chiến thuật như thế của Trung Hoa đã được sử dụng với những thành công to lớn tại Onjong, Unsan, và Ch'osan, nhưng chỉ thành công một phần tại Pakch'on và Ch'ongch'on.
Sau năm 1953, quân Giải phóng Nhân dân Trung Quốc không còn được thấy áp dụng chiến thuật này trong các cuộc xung đột với Liên Xô và Ấn Độ, bởi địa hình tác chiến không cho phép. Một ngoại lệ duy nhất là trong Chiến tranh biên giới Việt - Trung năm 1979, chiến thuật này đã được Trung Quốc áp dụng lại tại một số nơi, bất kể việc họ có ưu thế áp đảo về pháo binh và xe tăng so với Việt Nam. Quân đội Việt Nam với nhiều cựu binh dày dạn kinh nghiệm từ thời Chiến tranh Việt Nam đã gây ra mức thương vong khá cao cho Trung Quốc, buộc Trung Quốc phải xem xét lại học thuyết quân sự và từ bỏ chiến thuật biển người trong các cuộc chiến sau này.